# Bridge of Orchy
Bridge of Orchy, schottisch-gälisch: Drochaid Urchaidh, ist ein Ort in der schottischen Council Area Argyll and Bute. Historisch lag er in der traditionellen Grafschaft Argyll. Der Name des Ortes bezieht sich auf die 1751 von Major Caulfeild erbaute Brücke über den River Orchy.

## Geschichte
Gegründet im Jahr 1751, besteht der Ort aus einigen wenigen Häusern, von denen viele verlassen sind. Ein hochpreisiges Touristenhotel dominiert das Dorf, darüber hinaus existieren zwei Wanderherbergen und eine Pension. Einziger Wirtschaftszweig im Ort ist der Tourismus, hauptsächlich durch Wanderer des West Highland Way. Entsprechend entwickelt sich der Ort seit einigen Jahren zu einem Geisterdorf. Die ehemalige Grundschule ist geschlossen, und die Häuser verfallen. Lediglich sieben Einwohner hat Bridge of Orchy.

## Verkehr
Das Dorf liegt an der A82 am Kopf des Glen Orchy. Die Buslinie zwischen Glasgow und Fort William hat einen Halt in Bridge of Orchy. Pro Richtung dreimal täglich hält zudem ein Zug der West Highland Line am Bahnhof des Ortes, mit dem Caledonian Sleeper besteht eine direkte Nachtzugverbindung von und nach London.